# Wake Up (альбом BTS)
Wake Up — дебютный японский студийный альбом южнокорейского бой-бэнда BTS. Был выпущен 24 декабря 2014 года. Состоит из 13 песен, включая японские версии синглов «No More Dream», «Boy in Luv» и «Danger»; также есть две новые японские песни – «The Stars» и «Wake Up». Альбом дебютировал на втором месте чарта Oricon.

## Издания
- Ограниченное издание типа А (PCCA-4137): CD-диск, включая видео с первого фанмитинга BTS в Японии, а также лотерейный билет.
- Ограниченное издание типа В (PCCA-4138): CD-диск, включая японские видеоклипы и лотерейный билет.
- Стандартное издание (PCCA-4139): CD-диск и случайная фото-карточка.

## Релиз и промоушен

### Синглы
Первый и дебютный сингл, японская версия «No More Dream», был выпущен 4 июня 2014 года. Он дебютировал на восьмом месте в чарте Oricon, продажи за первую неделю составили 34 тысячи копий. В ограниченных изданиях помимо данного сингла (как и в стандартном издании) есть японская версия песни «Attack on Bangtan» (яп. 進撃の防弾), в то время как стандартное издание включает в себя японскую версию «Like» (яп. いいね!).
Японская версия «Boy in Luv» в качестве второго сингла была выпущена 16 июля 2014 года и заняла пиковую четвёртую строчку в сингловом чарте Японии; в первую неделю было продано свыше 44 тысяч копий. В стандартном издании помимо данного сингла была японская версия «Just One Day», а в ограниченных изданиях содержалась японская версия «N.O».
Третьим и последним синглом стала японская версия «Danger», выпущенная 19 ноября 2014 года. В первую неделю продажи составили 49 124 копии, что позволило синглу дебютировать на пятом месте в чарте Oricon. В ограниченных изданиях был также ремикс SONPUB на японскую версию «Attack on Bangtan». Стандартное издание включало в себя японскую версию «Miss Right».

### Промоушен
Для промоушена альбома группа отправилась в свой первый японский тур 防弾少年団1st JAPAN TOUR 2015 「WAKE UP: OPEN YOUR EYES」. С 10 по 19 февраля 2015 года они провели концерты в Токио, Осаке, Нагойе и Фукуоке, на каждом шоу в среднем было по 25 тысяч зрителей.

## Список композиций

### Оригинальный
| №                   | Название                                                                                     | Автор(ы)                                                         | Продюсер(ы)            | Длительность |
| ------------------- | -------------------------------------------------------------------------------------------- | ---------------------------------------------------------------- | ---------------------- | ------------ |
| 1.                  | «Intro»                                                                                      | Shingo Suzuki                                                    | Shingo Suzuki          | 1:15         |
| 2.                  | «The Stars»                                                                                  | KM-MARKIT Рэп-Монстр Шуга Джей-Хоуп Pdogg                        | KM-MARKIT              | 4:16         |
| 3.                  | «Jump» (Japanese Ver.)                                                                       | Шуга Pdogg Supreme Boi Рэп-Монстр Джей-Хоуп                      | Шуга Pdogg Supreme Boi | 3:56         |
| 4.                  | «Danger» (Japanese Ver.)                                                                     | Pdogg Thanh Bui Рэп-Монстр Шуга Джей-Хоуп KM-MARKIT              | Pdogg                  | 4:05         |
| 5.                  | «Boy In Luv» (Japanese Ver.)                                                                 | Pdogg «Hitman» Bang Рэп-Монстр Шуга Supreme Boi KM-MARKIT        | Pdogg                  | 3:50         |
| 6.                  | «Just One Day» (Japanese Ver. Extended)                                                      | Pdogg Рэп-Монстр Шуга Джей-Хоуп yasu2000                         | Pdogg                  |              |
| 7.                  | «いいね!» (Ī ne! / I Like It!)                                                               | Slow Rabbit Рэп-Монстр Шуга Джей-Хоуп                            | Slow Rabbit            | 3:51         |
| 8.                  | «いいね！Pt.2～あの場所で～» (Ī ne! Pt. 2 ~ Ano basho de ~ / I Like It Pt.2 ~In That Place~) | Slow Rabbit Рэп-Монстр Шуга Джей-Хоуп                            | Slow Rabbit Pdogg      |              |
| 9.                  | «No More Dream» (Japanese Ver.)                                                              | Pdogg «Hitman» Bang Рэп-Монстр Шуга Джей-Хоуп Supreme Boi Чонгук | Pdogg                  | 3:42         |
| 10.                 | «進撃の防弾» (Shingeki no bōdan / Attack on Bangtan)                                         | Pdogg Рэп-Монстр Шуга Джей-Хоуп                                  | Pdogg                  | 4:07         |
| 11.                 | «N.O» (Japanese Ver.)                                                                        | Pdogg «Hitman» Bang Рэп-Монстр Шуга Джей-Хоуп Supreme Boi        | Pdogg                  | 3:30         |
| 12.                 | «Wake Up»                                                                                    | Swing-O Рэп-Монстр Шуга Джей-Хоуп KM-MARKIT                      | Swing-O                | 3:52         |
| 13.                 | «Outro»                                                                                      | Shingo Suzuki Рэп-Монстр                                         | Shingo Suzuki          | 1:36         |
| Общая длительность: | Общая длительность:                                                                          | Общая длительность:                                              | Общая длительность:    | 49:44        |

### Ограниченное издание типа А
| №  | Название | Длительность |
| -- | --- | ------------ |
| 1. | «Japan Official Fan Meeting Vol.1 at Tokyo Dome City Hall» (2014年5月に行われた日本ファンミーティング時の映像数曲収録予定) |              |

### Ограниченное издание типа В
| №  | Название                           | Длительность |
| -- | ---------------------------------- | ------------ |
| 1. | «No More Dream MV»                 | 4:50         |
| 2. | «Boy In Luv MV»                    | 4:42         |
| 3. | «Danger MV»                        | 4:46         |
| 4. | «Danger (Dance Edit)» (Бонус-клип) |              |

## Чарты
| Чарт                       | Пиковая позиция |
| -------------------------- | --------------- |
| Oricon Daily Albums Chart  | 2               |
| Oricon Weekly Albums Chart | 3               |